# Apnée en poids constant

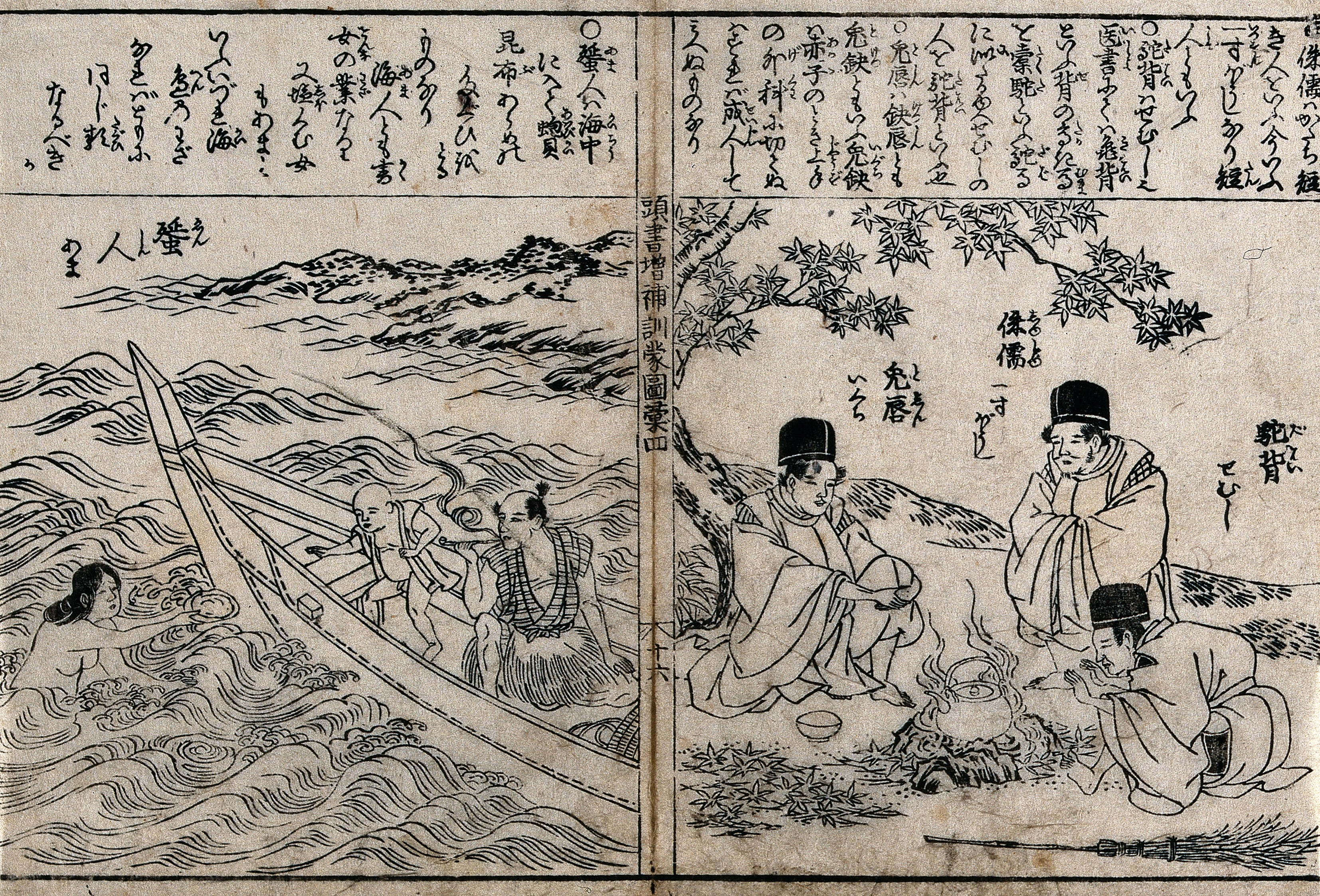
Tout à gauche : Pêcheuse Ama au Japon pratiquant l'apnée en poids constant au XVIIIe siècle.

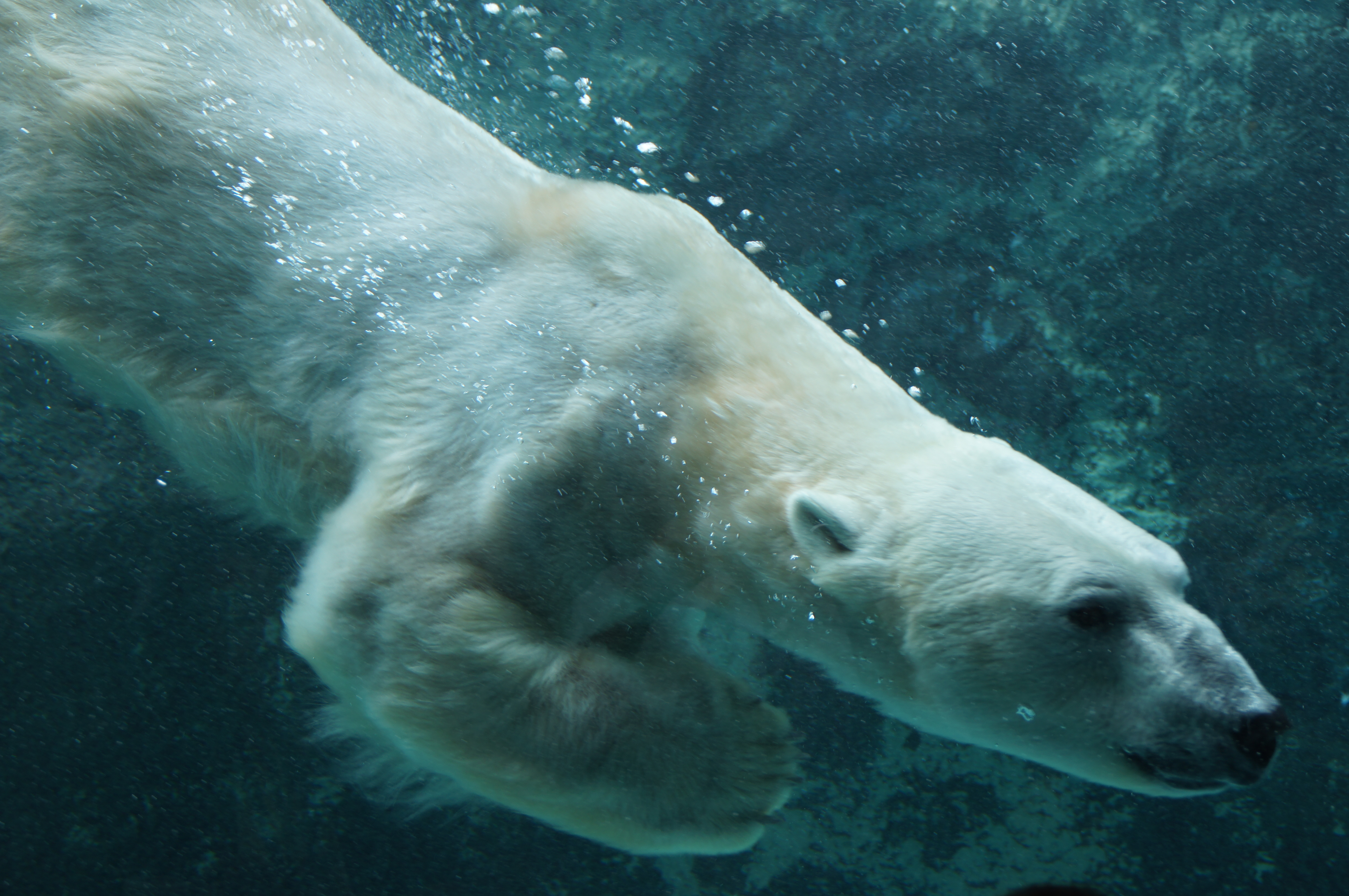
Ours polaire plongeant en apnée. L'apnée en poids constant est la forme de plongée naturelle chez les mammifères qui partagent le même réflexe d'immersion.

L'apnée en poids constant est la forme la plus ancienne de plongée sous-marine consistant à plonger en apnée en profondeur et à remonter à la surface, à la force de ses bras et de ses jambes, sans variation de poids. Elle ne fait appel à aucune aide, ni à la descente (pas de gueuse ni de lest largable) ni à la remontée (pas de parachute de relevage ni de flotteur). C'est le mode de plongée naturel des mammifères dont l'homme qui l'utilise depuis la Préhistoire pour se nourrir (pêche au harpon, récolte de coquillages, de crustacés, d'algues, etc.) ou récolter des ressources de valeur à échanger (perles, corail rouge, éponges,...). Il s'agit également de nos jours du type de plongée libre le plus pratiqué en plongée loisir, notamment lors des activités d'exploration des fonds marins. 
La plongée en apnée en poids constant est l'une des disciplines de l'apnée sportive consistant à plonger le plus profondément possible sans palme, avec palmes ou en immersion libre, mais dans chaque cas, uniquement grâce à la seule force musculaire de l'apnéiste et en conservant le même lest. Elle donne lieu à diverses compétitions locales, régionales ou internationales, dont les plus prestigieuses sont les championnats du monde d'apnée et le Vertical Blue. Ces compétitions se déroulent exclusivement en eau libre, habituellement en mer ou en lac.

## Apnée sportive

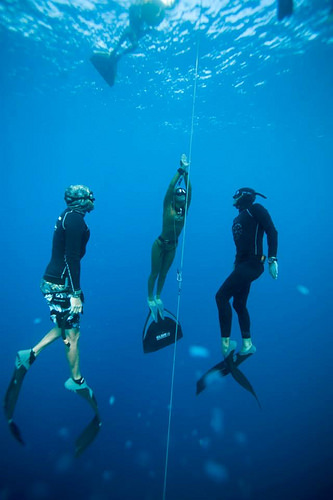
La Néo-zélandaise Kate Middleton lors d'une plongée en poids constant avec monopalme (CWT).

En compétition, l'apnéiste n'utilise que sa force musculaire pour se déplacer. Il s'immerge et remonte vers la surface sans avoir le droit de toucher le filin guide et en conservant le même lest pendant toute la durée de l'apnée. Le cas de l'immersion libre est un peu différent car l'apnéiste descend et grimpe le long du filin mais uniquement à l'aide de ses bras. Comme dans les autres pratiques de l'apnée à poids constant, il conserve le même lest durant toute la durée de l'apnée.
Quatre types d'épreuves existent :
- en monopalme (CWT – Constant weight apnea with fins);
- en bipalme (CWTB – Constant weight apnea with bifins) ;
- sans palmes (CNF – Constant weight apnea without fins).
- immersion libre (FIM – Free IMmersion)

### Poids constant avec palme (monopalme)
Le record du monde en catégorie CWT (poids constant monopalme) est détenu par Alexey Molchanov depuis le 30 juin 2023 lors du 10th Outdoor Freediving French Championship à Villefranche-sur-Mer (France) en atteignant une profondeur de 133 mètres en 4 minutes et 25 secondes.
Alexey Molchanov va égaler son propre record le 22 juillet 2023, lors du Vertical Blue 2023 au Dean's Blue Hole (Bahamas), en atteignant à nouveau la profondeur de 133 mètres, mais en 4 minutes et 13 secondes seulement.

### Poids constant bi-palmes
Le record du monde en catégorie CWTB (poids constant bi-palmes) est détenu depuis le 10 septembre 2024 par Alexey Molchanov, qui a plongé à une profondeur de 125 mètres en 4 minutes et 32 secondes.
Ce record a été établi lors du championnat du monde d'apnée organisé par l'Association internationale pour le développement de l'apnée à Ajaccio.
L'ancien record, détenu par le français Arnaud Jerald, avait été réalisé le 20 juillet 2023, avec une plongée à 123 mètres en 3 minutes et 11 secondes.

### Poids constant sans palme
Le record du monde en catégorie CNF (poids constant sans palme) est détenu par le néo-zélandais William Trubridge depuis le 16 juillet 2016 au Dean's Blue Hole (Bahamas) avec une profondeur de 102 mètres.

### Poids constant en immersion libre
Le record du monde en catégorie FIM (poids constant en Immersion Libre) est détenu depuis le 21 juillet 2023 par le russe Alexey Molchanov qui a plongé, lors du Vertical Blue 2023 au Dean's Blue Hole (Bahamas) à une profondeur de 133 mètres en 4 minutes et 42 secondes.